# Дијаманти...
Дијаманти... је трећи албум Халида Бешлића. Издат је 1984. године. Издавачка кућа је Дискотон.

## Песме
1. Нећу, нећу дијаманте
2. Снијегови хладни долазе
3. Буди, буди увијек срећна
4. Три руже
5. Имала је плаву косу (сјећам се)
6. Загрли ме нежно
7. Гитара у ноћи
8. Што је тужна бреза та